# Seznam krajev Unescove svetovne dediščine v Gruziji
Organizacija Združenih narodov za izobraževanje, znanost in kulturo (UNESCO) označuje območja svetovne dediščine izjemne univerzalne vrednosti za kulturno ali naravno dediščino, ki so jih predlagale države podpisnice Unescove konvencije o svetovni dediščini, ustanovljene leta 1972. Kulturno dediščino sestavljajo spomeniki (kot so arhitekturna dela, monumentalne skulpture ali napisi), skupine zgradb in najdišča (vključno z arheološkimi najdišči). Naravne značilnosti (ki jih sestavljajo fizične in biološke formacije), geološke in fiziografske formacije (vključno s habitati ogroženih vrst živali in rastlin) ter naravna območja, ki so pomembna z vidika znanosti, ohranjanja ali naravne lepote, so opredeljena kot naravna dediščina. Gruzija je ratificirala konvencijo 4. novembra 1992.
Od leta 2020 ima Gruzija štiri lokacije na seznamu in nadaljnjih štirinajst na poskusnem seznamu. Prvi dve mesti, vpisani na seznam, sta bili Zgodovinski spomeniki v Mcheti in dediščino, ki obsega stolnico Bagrati in samostan Gelati, leta 1994. Vendar pa je bila stolnica Bagrati zaradi velike rekonstrukcije, ki je škodila njeni celovitosti in avtentičnosti, uvrščena na seznam svetovne dediščine v nevarnosti leta 2010 in nato leta 2017 črtana s seznama svetovne dediščine. Zgornji Svaneti so bili uvrščeni na seznam leta 1996, zadnje uvrščeno območje pa so bili leta 2021 Kolhiški deževni gozdovi in mokrišča. Slednje je edino naravno območje Gruzije, druga tri so kulturnega tipa.

## Svetovna dediščina
Unesco navaja mesta pod desetimi merili; vsaka prijava mora izpolnjevati vsaj enega od kriterijev. Merila od i do vi so kulturna, od vii do x pa naravna.
| Ime                                  | Slika                                | Lokacija                              | Leto vpisa | Kriterij                | Opis |
| ------------------------------------ | ------------------------------------ | ------------------------------------- | ---------- | ----------------------- | --- |
| Zgodovinski spomeniki v Mcheti       | Church on a top of the hill          | Mtskheta-Mtianeti                     | 1994       | 708; iii, iv (kulturno) | Mcheta je bila glavno mesto Gruzije od 3. stoletja pred našim štetjem do 5. stoletja našega štetja in je še vedno središče gruzijske pravoslavne cerkve. To je bil kraj, kjer je bilo leta 337 krščanstvo razglašeno za uradno vero Gruzije. Samostan Džvari (na sliki) je iz 6. stoletja, medtem ko sta bila stolnica Svetichoveli in samostan Samtavro zgrajena v 11. stoletju na mestu prejšnjih cerkva. Spomeniki predstavljajo različne stopnje v razvoju srednjeveške sakralne arhitekture v regiji. |
| Samostan Gelati                      | Two church buildings in stone        | Imereti                               | 1994       | 710; iv (kulturno)      | Samostan Gelati, mojstrovina gruzijske zlate dobe, je leta 1106 zgradil kralj David IV. Gruzijski in je bil v srednjem veku eno glavnih kulturnih in intelektualnih središč v Gruziji. Imel je akademijo, ki je zaposlovala nekatere najbolj slavne gruzijske znanstvenike, teologe in filozofe, od katerih so bili mnogi pred tem dejavni v različnih pravoslavnih samostanih v tujini, na primer iz Manganove akademije v Konstantinoplu. V času vpisa je svetovna dediščina vključevala tudi stolnico Bagrati. Med letoma 2010 in 2017 je bila uvrščena na seznam ogroženih zaradi velike rekonstrukcije, ki je škodila njeni celovitosti in avtentičnosti. Leta 2017 je bila stolnica Bagrati odstranjena s seznama svetovne dediščine, samostan Gelati pa iz seznama ogroženih. |
| Zgornji Svaneti                      | Stone towers in a mountain landscape | Samegrelo-Zemo Svaneti                | 1996       | 709; iv, v (kulturno)   | Zgornji Svaneti je dolina ob reki Enguri med Kavkazom in gorovjem Svaneti. Svanetske skupnosti so se prilagodile življenju v gorskih območjih. Najizrazitejša arhitekturna posebnost vasi so srednjeveški kamniti stolpi, ki so imeli tako obrambno kot stanovanjsko funkcijo. V vasi Čažaši je ohranjenih več kot 200 stolpov in hiš |
| Kolhiški deževni gozdovi in mokrišča | Forest and river from above          | Samegrelo-Zemo Svaneti, Guria, Adjara | 2021       | 1616; ix, x (naravno)   | Obalna regija Gruzije (zgodovinska Kolhida) je prekrita z mokrišči, gozdovi, šotnimi barji, jezeri in peščenimi sipinami. Nekatera območja so zaščitena kot Ramsarska območja. So pomembne točke biotske raznovrstnosti in služijo kot postanek na selitvenih poteh ptic, kot so črna štorklja, navadni žerjav in velika čaplja. Svetovna dediščina obsega sedem posesti: Kintriši-Mtirala in Ispani v Adžariji, Grigoleti in Imnati v Guriah ter Pičora, Nabada in Čuria v Samegrelo-Zemo Svanetiju. V Gruziji jih upravljajo kot dele narodnega parka Kolheti (na sliki), strogega naravnega rezervata Kintriši, zavarovano območje Kobuleti in narodnega parka Mtirala. |

## Poskusni seznam
Poleg območij, vpisanih na Seznam svetovne dediščine, lahko države članice vodijo seznam začasnih območij, ki jih lahko upoštevajo pri nominaciji. Nominacije za seznam svetovne dediščine so sprejete le, če je bilo območje predhodno uvrščeno na poskusni seznam. Od 2020, Georgia maintains fourteen properties on its tentative list.
| Ime                                       | Slika                                                                 | Lokacija         | Leto vpisa | Kriterij                               | Opis |
| ----------------------------------------- | --------------------------------------------------------------------- | ---------------- | ---------- | -------------------------------------- | --- |
| Samostan Alaverdi                         | Church from far, field in front, hills in the back                    | Kaheti           | 2007       | iv, vi (kulturno)                      | Cerkev je bila zgrajena v prvi polovici 11. stoletja na mestu samostana iz 6. stoletja. Z višino 50 metrov je najvišja v Gruziji in ima zelo prostorno notranjost. Kompleks je obdan z utrjenim obzidjem. |
| Ananuri                                   | Monastery above the lake, hills in the background                     | Mcheta-Mtianeti  | 2007       | iii (kulturno)                         | Grajski kompleks Ananuri, zgrajen v 17. stoletju, stoji ob Gruzijski vojaški cesti. Obsega več cerkva z lepimi stenskimi slikami in stenskimi reliefi. Cerkev Device Marije je grobišče eristavijev (vojvod) Aragvijev. |
| David Gareja samostani in puščavnice      | Caves with masonry around, part of the monastery                      | Kaheti           | 2007       | i, ii, iii, iv, v, vi, vii, x (mešano) | Gruzijski pravoslavni samostanski kompleks obsega 19 srednjeveških samostanov s približno 5000 celicami za menihe. Prve samostane je v 6. stoletju ustanovil sveti David Gareja, eden od trinajstih asirskih očetov, ki so prišli v Gruzijo. Samostani so med 10. in 13. stoletjem doživeli zlato dobo, po mongolskih vpadih so propadli in v 17. in 18. stoletju doživeli preporod v manjšem obsegu. V cerkvah so ohranjene stenske poslikave iz različnih obdobij. Na tem območju so našli tudi ostanke naselbin iz bronaste in železne dobe. |
| Arheološko najdišče hominidov Dmanisi     | A skull from an early hominid                                         | Kvemo Kartli     | 2007       | iii, v (kulturno)                      | Ostanki hominida, najdeni v Dmanisiju, pripadajo nekaterim najzgodnejšim fosilom hominida zunaj Afrike. Izkopavanja potekajo od leta 1983. Na najdišču je bilo najdenih več lobanj, zob, postkranialnih ostankov ter kamnitih artefaktov in živalskih ostankov. Datirane so bile pred 1,75 milijona let in predstavljajo pomembno stopnjo v človeški evoluciji. |
| Cerkev nadangelov Gremi in kraljevi stolp | Church and tower above the town                                       | Kaheti           | 2007       | ii, iii (kulturno)                     | Gremi, mesto ob svilni poti, je bilo glavno mesto kraljevine Kaketi, dokler ga v 17. stoletju ni uničil safavidski šah Abas in pustil v ruševinah. Cerkev nadangelov je leta 1565 dal zgraditi kralj Levan in predstavlja razvoj gruzijske cerkvene arhitekture. Ob cerkvi stoji trinadstropni stolp z zvonikom na vrhu. |
| Cerkev v Kveteri                          | Church with a green roof                                              | Kaheti           | 2007       | iii, iv (kulturno)                     | Cerkev v Kveteri je bila zgrajena v 10. stoletju znotraj kompleksa trdnjave. Arhitekturno je izpeljanka cerkve Džvari v Mcheti. Je majhna cerkev s tlorisom štiriapsidnega križa s štirimi nišami med apsidami. |
| Mta-Tušeti                                | Stone houses with several towers, hill in the background              | Kaheti           | 2007       | iv, v, vii, x (mešano)                 | Mta-Tušeti je regija na pobočju Kavkaza. Habitati na pobočjih gora se spreminjajo od gozdov do visokih travnikov do subniveanskega pasu in vsak je dom številnim živalim in rastlinam. Za ljudsko arhitekturo v regiji so značilne stavbe, podobne trdnjavam, podobnim tistim v Svanetih. |
| Stolnica v Nikortsmindi                   | Church, photo from below                                              | Rača             | 2007       | ii, iv (kulturno)                      | Stolnica v Nikortsmindi, eden najpomembnejših srednjeveških spomenikov v Gruziji, je bila zgrajena v začetku 11. stoletja v času vladavine kralja Bagrata III. Cerkev ima šesterokotno zasnovo in je okrašena z reliefi, ki prikazujejo verske teme. Notranjost krasijo poslikave iz 16. in 17. stoletja. |
| Stolnica Samtavisi                        | Stone church with a prominent cross on one of the walls               | Šida Kartli      | 2007       | iv (kulturno)                          | Stolnica Samtavisi je bila zgrajena leta 1030 in je bila v 15. stoletju obsežno prenovljena, vključno z obnovo kupole in zahodne stene. Glede na arhitekturni razvoj je cerkev uvedla nov slog okrasja z velikim okrasnim križem na vzhodni fasadi in rombovim vzorcem. V notranjosti so ostali delci fresk iz 17. stoletja. |
| Šatili                                    | Stone houses with several towers, hill in the background              | Mcheta-Mtianeti  | 2007       | v (kulturno)                           | Šatili je gorska vas na nadmorski višini 1400 metrov v soteski reke Argun. Vas je trdnjavski kompleks s stavbami, ki služijo tako stanovanjski kot obrambni funkciji. Vas izvira iz poznega srednjega veka in zgodnjega novega veka. |
| Zgodovinsko okrožje Tbilisi               | View at the Tbilisi from the river in the Narikala fortress direction | Tbilisi          | 2007       | ii, iii, iv, v, vi (kulturno)          | Tbilisi, glavno mesto Gruzije, je bilo pomembno mesto ob svilni poti in glavno središče v regiji Kavkaza. Ustanovljen je bil v 5. stoletju našega štetja in je bil zaznamovan z vplivi različnih kultur. Mesto je na bregovih reke Mtkvari in ga nadzoruje trdnjava Narikala. Tipične značilnosti Tbilisija so balkoni in dvorišča stanovanjskih hiš. |
| Upliscihe jamsko mesto                    | Touristing looking at the caves                                       | Šida Kartli      | 2007       | ii, iii, iv, v (kulturno)              | Prve sledi človeškega obiska v Uplisciheju segajo v 2. tisočletje pred našim štetjem. Bilo je pomembno središče v helenističnem obdobju in pozni antiki, doseglo še en razcvet od 9. do 11. stoletja in je bilo dokončno opustošeno med mongolskimi napadi v 13. stoletju. Mesto je vklesano v skalo, vključno s kompleksom palač in triladijsko baziliko iz 6. stoletja. Nekatere jame imajo zapletene okraske. |
| Vani                                      | Golden diadem featuring lions and boars                               | Imereti          | 2007       | ii, iii, vi (kulturno)                 | Vani je bilo starodavno mesto v zgodovinski regiji Kolhida, ki je bilo naseljeno od 7. do 1. stoletja pred našim štetjem. Bilo je politično in versko središče območja. V helenističnem obdobju je mesto videlo pomemben vpliv grške kulture glede na arhitekturo, nakit in pogrebne običaje. Arheološka izkopavanja so odkrila veliko število artefaktov, ki so zdaj na ogled v Gruzijskem narodnem muzeju v Tbilisiju. |
| Vardzia-Khertvisi                         | Hill with caves                                                       | Samche–Džavaheti | 2007       | ii, iii, iv, v, vi, vii (mešano)       | Ta nominacija zajema sotesko reke Mtkvari v dolžini 18 kilometrov med trdnjavo Khertvisi in skalnim samostanom v Vardzii, ki je bil zgrajen v 12. in 13. stoletju. Človeška naselja so bila prilagojena razporeditvi pokrajine. |